# 1783 в Україні

## Події
- розформовані козацькі полки на Лівобережжі і юридично запроваджено кріпацтво. Українські землі були повністю інтегровані до складу Російської імперії.
- Утворена Катеринославська губернія.
- 8 квітня — виданий маніфест Катерини II про анексію Криму Російською імперією.
- Анексія Криму Російською імперією

## Особи

### Народились
- Баранович Іван Прокопович (1783—1852) — український військовий лікар, організатор лікарняної польової служби.
- Витвицький Теодор (1783—1861) — український культурний і церковний діяч, священик УГКЦ.
- Довгович Василь (1783—1849) — український філософ, мовознавець, поет, перший закарпатський академік, священик УГКЦ.
- Дурова Надія Андріївна (1783—1866) — військова діячка, перша в Російській імперії жінка-офіцер («кавалерист-дівиця»), перша жінка, яка за бойову відвагу нагороджена солдатським знаком військового ордена; письменниця.
- Ієрофей (Лобачевський) (1783—1871) — український церковний діяч, викладач, єпископ Острозький, вікарій Волинський, архимандрит Дерманського Свято-Троїцького монастиря.
- Левицький Венедикт (1783—1851) — український греко-католицький церковний діяч, педагог, професор і ректор Львівського університету (1829—1830).
- Іриней (Несторович) (1783—1864) — український релігійний діяч, єпископ Відомства православного сповідання Російської імперії, єпископ Пензенський і Саранський, архієпископ Іркутський і Нерчинський. Ректор Кишинівської духовної семінарії.
- Ферлієвич Василь Іванович (1783—1851) — перший український письменник на Буковині.

### Померли
- Андрей Крупинський (1744—1783) — доктор медицини, професор, перший протомедик Галичини, перший ректор Львівського колегіуму медікуму.
- Журман Ілля Васильович — Генеральний суддя (1756), Генеральний суддя Генерального суду (1770—1778 рр.), член Другої Малоросійської колегії (1779—1781 рр.), перший губернатор Новгород-Сіверського намісництва (1782—1783 рр.), бунчуковий товариш, дійсний статський радник (1783 р.).
- Клокачев Федот Олексійович (1739—1783) — віце-адмірал, командувач Чорноморським флотом Росії, перший кавалер ордену святого Георгія серед російських моряків.
- Гавриїл (Кременецький) (1707—1783) — український релігійний діяч на Гетьманщині, у Татарстані та Естонії. Єпископ синодальної Православної російської церкви, митрополит Київський і Галицький (з 1770 по 1783).
- Стефан Мікульський (1714—1783) — львівський римо-католицький релігійний діяч.
- Павло Волчанський (1735—1782) — український церковний діяч, архімандрит Слуцького Троїцького монастиря, викладач Києво-Могилянської академії.
- Полетика Іван Андрійович (1722—1783) — доктор медицини, професор, директор Санкт-Петербурзького генерального сухопутного госпіталю, керівник Васильківського карантину.
- Смицнюк Іван (1770—1843) — відставний солдат, захисник прав селян.

## Засновані, створені
- Чорноморська козацька флотилія
- Львівська духовна семінарія Святого Духа
- Новоросійська губернія
- Катеринославське намісництво
- Ольвіопольський гусарський полк
- Алексопольський повіт
- Великобудиський повіт
- Кобеляцький повіт
- Костянтиноградський повіт
- Костопіль
- Костянтинівка (Новоодеський район)
- Новопокровка (Солонянський район)
- Леухи
- Севастополь
- Степанівка (Драбівський район)
- Токмачане
- Щотове
- Покровська церква (Кролевець)
- Церква Різдва Пресвятої Богородиці (Рогатин)

## Зникли, скасовані
- Кримське ханство
- Азовська губернія
- Новокодацький повіт
- Саксаганський повіт
- Слов'янський повіт (Новоросійська губернія)